# Donsö
Donsö – miejscowość (tätort) w Szwecji, w regionie administracyjnym (län) Västra Götaland, w gminie Göteborg.
Według danych Szwedzkiego Urzędu Statystycznego liczba ludności wyniosła: 1446 (31 grudnia 2015), 1453 (31 grudnia 2018) i 1507 (31 grudnia 2019).